# 레드넥스
레드넥스(영어: Rednex)는 스웨덴의 일렉트로닉 컨트리 밴드이다.